# Nyelviskolák Szakmai Egyesülete
A Nyelviskolák Szakmai Egyesülete (NYESZE) egy magyarországi egyesület.

## Történet
A Nyelviskolák Szakmai Egyesülete (NYESZE) többéves előkészítő munka után a British Council és az USIS támogatásával 1992-ben alakult meg Nyelviskolák Kamarája néven. A korszerű, magas színvonalú, minőségi nyelvoktatásért tenni akaró nyelviskolák és oktatási szakemberek hozták létre.
2006-ban az Into Europe elnevezésű konferencia került megrendezésre olyan előadókkal mint például Charles Alderson és Bárdos Jenő.
2016-ban a NYESZE csatlakozott az oktatás megújítását követelő pedagógusokhoz, és sürgette a közoktatás rendszerszintű problémáinak megoldása mellett a felnőtt nyelvoktatás területén tapasztalható állapotok azonnali javítását. A NYESZE csatlakozott az oktatás megújítását követelő pedagógusokhoz, és sürgette a közoktatás rendszerszintű problémáinak megoldása mellett, a felnőtt nyelvoktatás területén tapasztalható állapotok azonnali javítását.
2019-ben az egyesület örömmel fagadts azt a kormányzati döntést, ami azt kezdeményezte, hogy a diákoknak szóló kétszer kéthetes külföldi nyelvtanulási lehetőség be legyen vezetve .
2021-ben Légrádi Tamás szerint a szakma nem értett egyet azzal, hogy ahogy tavaly, úgy idén is kiadták a diplomákat nyelvvizsga nélkül. Légrádi Tamás szerint a nyelvoktatási piac már a koronavírus előtt is átalakulófélben volt, az árakat emelni kellett, ez körülbelül 10-20 százalékos drágulást jelentett a tanfolyamoknál. Egy nyelvóra díja jelenleg (2021) egyéni képzéseknél 4,5-6 ezer forint között alakul, csoportos tanulás esetén pedig 5-7 ezer forintba kerülhet.
2022-ben a NYESZE úgy kommentálta azt a kormányzati döntést, hogy kormány kivette a nyelvvizsga-kötelezettséget az egyetemi kimeneteli feltételek közül, hogy elértéktelenedett a nyelvtudás.

## Ügyvezető testület
Az ügyvezető testület 2022-ben.
| Pozíció | Név                                |
| ------- | ---------------------------------- |
| Elnök   | Légrádi Tamás                      |
| Alelnök | Berényi Milán (Coventry House)     |
| Alelnök | Salusinszky András (Studio Italia) |

## MMM Díj
Matheidesz Mária, a Nyelviskolák Szakmai Egyesülete egykori elnöke az egyesület bevonásával díjat alapított az idegen nyelvet oktató tanárok és nyelvtanuló diákok szakmai munkájának elismerésére, a magyarországi minőségi nyelvoktatás támogatására.

## Konferencia
Minden évben megrendezésre kerül egy konferencia.
| Év   | Helyszín | Téma                                       | Plenáris előadó                       |
| ---- | -------- | ------------------------------------------ | ------------------------------------- |
| 2019 | ELTE     | A jövő nyelvtanára - a nyelvtanárok jövője | Prószéki Gábor, Szvetelszky Zsuzsanna |
| 2021 | ELTE     | Nyitólépés                                 |                                       |
| 2022 | ELTE     | Együtt az úton                             | Orosz Györgyi, Csapó Benő             |
| 2023 | ELTE     | Tanári önazonosság a világban...           | Almási Kitti, Trippó Sándor           |
| 2024 | ELTE     | Érzelmi és/vagy mesterséges                | Rab Árpád, Janata Krisztina           |